# Redemptoris Mater
Redemptoris Mater (с лат. — «Матерь Искупителя») — энциклика Иоанна Павла II о роли Девы Марии в жизни Церкви. Вышла 25 марта 1987 года.

## Структура
Энциклика состоит из трёх частей, введения и заключения.
- Введение.
- Часть 1. Мария в тайне Христа
- Часть 2. Богородица в средоточии странствующей Церкви
- Часть 3. Посредническое служение Матери
- Заключение

## Содержание
Название энциклики «Мать Искупителя» тесно связывает её с первой энцикликой Иоанна Павла II Redemptor Hominis (Искупитель человека).
Энциклика повторяет основные моменты католической мариологии, особенно папа подчёркивает мысль, что Мария, будучи Матерью Своего Сына, одновременно является и Матерью Церкви.
Помимо теологических моментов в энциклике поднимаются вопросы брака, семьи, «домашней церкви», роли женщины-матери в христианском воспитании детей.
Во второй части папа поднимает и экуменистические вопросы, подчёркивая что восточные церкви (Православные и Древневосточные православные церкви) глубоко почитают Богородицу.
Почему тогда нам не взирать на Нее всем вместе как на нашу общую Матерь, Которая молится за единство семьи Божией и «предшествует» нам всем во главе длинной вереницы свидетелей веры в единого Господа, Сына Божия, зачатого от Духа Святого в девственном Её лоне.
Папа утверждает в энциклике, что Мария имеет особенное значение для женщин. Папа пишет: «Можно сказать, что женщина, глядя на Марию, находит в Ней ответ на вопрос, как жить по-женски с достоинством и истинным образом реализовывать себя». Энциклика утверждает, что существует фундаментальное, обретаемое крещением равенство в Церкви — равенство между женщинами и мужчинами, которое превыше любых различий в функциях, исполняемых ими в Церкви.